# Tien jaren (Tachtigjarige Oorlog)

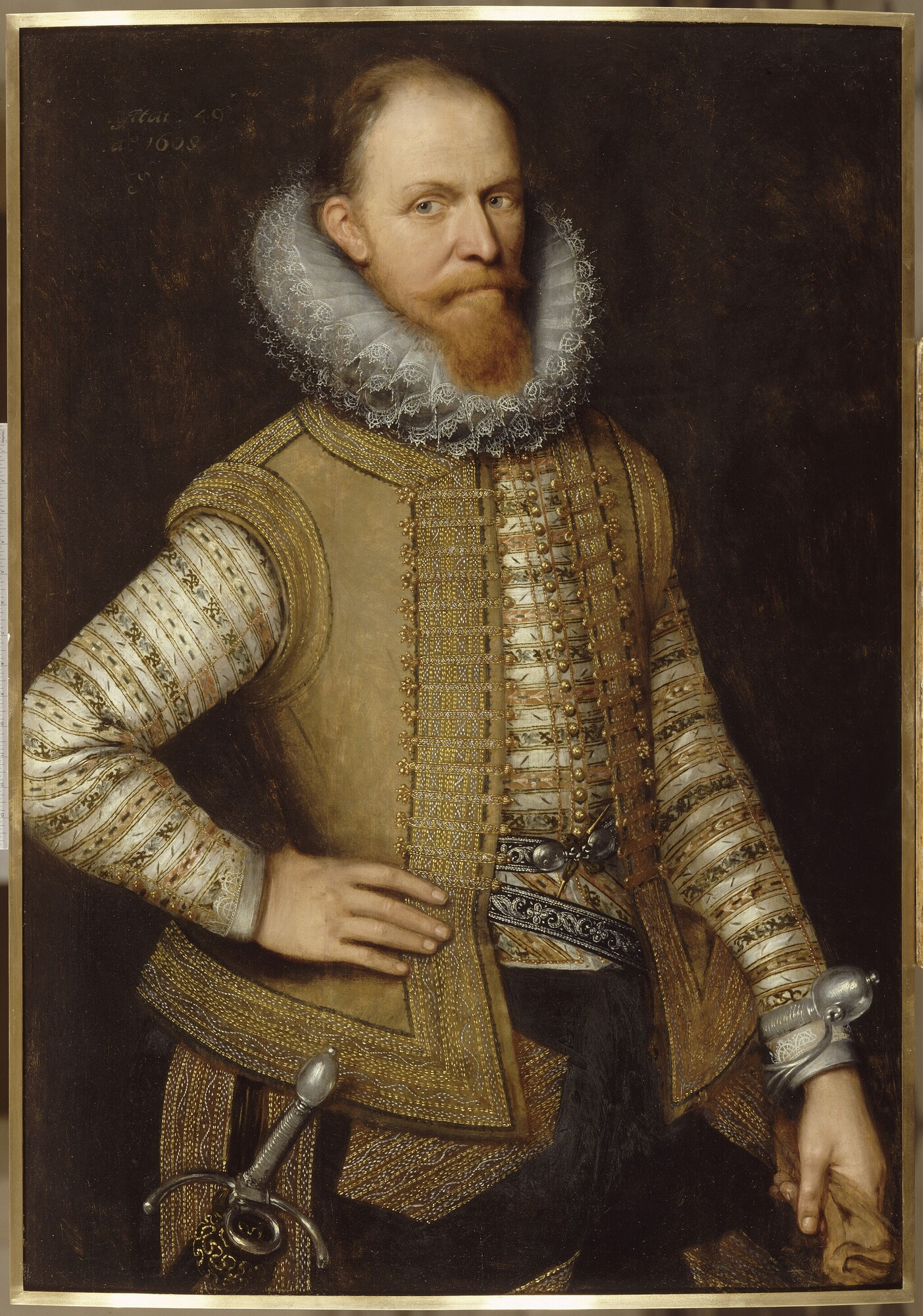
Maurits als prins van Oranje

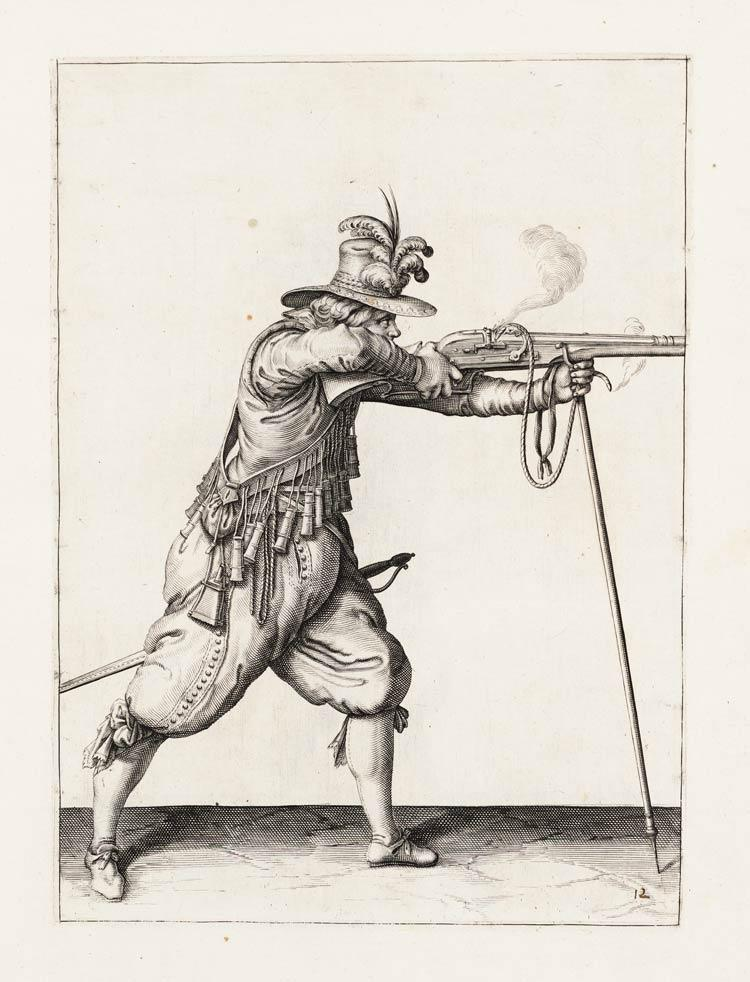
Musketier

De Tien jaren was de periode van 1588 tot 1598 in de Tachtigjarige Oorlog. In deze periode van tien jaar wist Maurits van Nassau, de zoon van Willem van Oranje en later ook prins van Oranje, samen met zijn neef Willem Lodewijk, de stadhouder van Friesland, het tij van de oorlog te keren. Zij behaalden vele overwinningen op de Spaanse troepen, waardoor grote gebieden in het noorden en oosten van de Spaanse Nederlanden aan de Republiek werden toegevoegd. Zo werd het door het 'Verraad van Rennenberg' verloren gebied heroverd. Voor Maurits waren de succesvolste jaren 1591 en 1597, waarin hij veldtochten ondernam. Tijdens de 'Tien jaren' veroverde hij enkele vestingen die onneembaar werden geacht. Hij verwierf met zijn vernieuwende krijgstechnieken faam onder buitenlandse vorsten.

## De termTien jaren

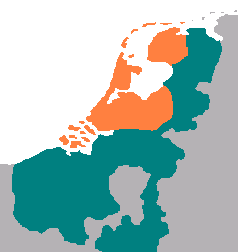
Gebied van de Republiek ca. 1590 (oranje) op het hoogtepunt van de Spaanse herovering door Parma (turquoise).

Tijdens de Tachtigjarige Oorlog werd de term Tien jaren niet gebruikt, hij werd, evenals de Negen jaren, bedacht door Robert Fruin die in 1857 or 1858 het boek Tien jaren uit den tachtigjarigen oorlog, 1588–1598 publiceerde. In het werk, dat Fruin schreef voor zijn leerlingen van het Stedelijk Gymnasium Leiden, wilde hij laten zien hoe de situatie in de Nederlanden totaal veranderde tussen 1588 (toen 'de zaak van den Nederlandschen opstand zoo goed als verloren [scheen]') en 1598 (toen 'de noordelijke gewesten, de roemrijke Zeven, voor goed bevrijd, voorspoedig te land en ter zee' waren, maar 'Spanje daarentegen, dat zich reeds meester had gewaand van de muitende gewesten, [was] moe gestreden en uitgeput'). In deze jaren maakten Maurits' militaire successen en de politieke conflicten en diplomatieke missies van de jonge Republiek het Nederland mogelijk om zijn beslissende stap naar onafhankelijkheid te zetten, terwijl Holland en Zeeland een leidende rol in de wereldhandel grepen. Terwijl hij de ondernemersgeest en onafhankelijkheid van de kleine nieuwe staat prees, benadrukte Fruin ook dat deze doorbraak onmogelijk zou zijn geweest zonder dat het leeuwendeel van het Spaanse leger onder Alexander Farnese (de hertog van Parma) vast zat in Frankrijk. Het boek werd een groot succes, 'een ven de klassiekers van de 19e-eeuwse geschiedschrijving', en werd nog vijf keer herdrukt tijdens Fruins leven.
De Britse historicus van de Nederlandse geschiedenis Jonathan Israel (1989) was het in essentie eens met Fruins economische conclusies. Hij schreef dat de opkomst van de Nederlandse dominantie in de wereldhandel geen geleidelijk proces was, maar eerder een vrij plotselinge opbloei tussen 1590 en 1609, terwijl de Nederlandse (Hollandse) handel in de jaren 1580 nog stagneerde. Oscar Gelderblom (2000) beaamde dat de Hollandse kooplieden pas in de jaren 1590 toegang kregen tot Rusland, het Middellandse Zeegebied en buiten Europa, maar wees erop dat economische ontwikkelingen in de eerste helft van de 16e eeuw al een belangrijke basis legden voor het latere succes (wat zowel Fruin en Israel het met hem eens waren) en bekritiseerde hun visie door te betogen dat in de tienjarige periode na de Alteratie (1578–1588) de stad Amsterdam al begon te bloeien, ten dele door de vluchtelingenstroom van handelaars en ambachtslieden uit de Zuidelijke Nederlanden, vooral na de Val van Antwerpen in 1585 (een punt dat andere historici onderschrijven). Anton van der Lem (2019) gaf Fruin wel gelijk dat de Tien jaren in militair opzicht 'cruciaal' waren, hoewel dat meer te maken had met de afwezigheid van Parma dan met hoe de Republiek oorlogvoerde of handel dreef.

## Partijen

### Het Staatse leger
De omvang van het Staatse leger, het veldleger van de Republiek, veranderde gedurende de Tien jaren continu - de grootte van het leger hing mede van de geplande militaire activiteit af. Het veldleger, dat bestond uit voornamelijk buitenlandse huurlingen, werd betaald door de Staten-Generaal, die voor hun inkomsten afhankelijk waren van de verschillende provincies. Deze provincies moesten ieder jaar een voorstel van de Raad van State goedkeuren, waarin vastgelegd werd hoeveel zij zouden meebetalen aan de begroting. Dit leidde er wel toe dat provincies die het niet eens waren met de oorlogsplannen, de grootste uitgavenpost van de Republiek, hun aandeel van de belastingen probeerden over te hevelen naar de provincies die voorstander van de plannen waren. Andere belastingen die moesten zorgen voor de inkomsten van de Republiek, zoals de importbelastingen, werden soms in het geheel niet geheven, waardoor de provincies die voorstander van de plannen waren, nog meer moesten betalen.
De militaire strategie van het Staatse leger werd niet alleen bepaald door Maurits. Hij moest steeds overleggen met de Staten-Generaal en de Raad van State. Daarom waren er vaak afgevaardigden van beide bestuursorganen aanwezig bij de belegeringen die uitgevoerd werden. Zodoende was het mogelijk snel beslissingen te nemen. Naast het veldleger bestonden er vele garnizoenen die gelegerd waren in de diverse vestingsteden.
Voordat Maurits in 1588 legeraanvoerder werd, was het Staatse veldleger slecht georganiseerd en niet getraind. De Staten-Generaal hadden in dat jaar besloten om het veldleger grootschalig te reorganiseren. In plaats van een groot onderbetaald leger werd een klein maar goed betaald leger opgezet. Dit was mede nodig, doordat het door Robert Dudley ingevoerde systeem wegens de slechte controle op de plaatselijke garnizoenen, niet werkte. Bij dat systeem konden de plaatselijke commandanten frauderen, waardoor zij gelden ontvingen voor soldaten die zij niet in dienst hadden. Met het veldleger dat in dienst was van de Republiek, liet Maurits als een van de eerste legeraanvoerders zijn troepen exerceren, waardoor de beweeglijkheid en slagvaardigheid van zijn troepen toenam.
De kanonnen van het Staatse leger werden in deze periode steeds vaker in de Nederlanden zelf gegoten. Na het vertrek van Robert Dudley in 1587 naar Engeland werd een eigen gieterij opgezet, waar kanonnen werden gefabriceerd die kogels van 48 pond konden afschieten. Deze kogels konden grote schade toebrengen aan stadsmuren, in die periode naast de stadsgrachten de belangrijkste verdedigingswerken van de vestingsteden. Dat de kanonnen indruk maakten op het garnizoen en de plaatselijke bevolking bleek uit het feit dat sommige steden zich al overgaven na inspectie van het geschut. Desondanks waren de kanonnen vaak niet de voornaamste wapens. Veelgebruikte vuurwapens in het leger waren de musket en het roer, beide handwapens. Ook hadden de soldaten een rapier (type zwaard) bij zich. Een ander veelgebruikt wapen was de piek.
Rivieren waren belangrijk voor de aanvoer van voorraden. Vervoer van goederen ging sneller over water dan over land. De vele moerassen die Nederland rijk was beperkten vaak de doortocht. Altijd bestond de kans dat zwaarbeladen wagens en geschut erin wegzakten. Maurits beschikte over een aantal grote arsenalen waar militaire goederen in opgeslagen waren, zoals in Dordrecht en Leeuwarden. Later werden Nijmegen en Utrecht belangrijker voor het opslaan van goederen omdat deze steden dichter bij het front lagen.

### Het leger van Vlaanderen
Het Spaanse leger stond onder aanvoering van de landvoogd van de Spaanse Nederlanden. In 1588 was dat de hertog van Parma, Alexander Farnese, die ook beslissingsbevoegdheid had over de militaire strategie. Zijn vaste standplaats was Brussel, maar hij trok geregeld met een leger naar de Noordelijke Nederlanden, vaak om te pogen een belegerde stad te ontzetten tijdens zijn 'Negen jaren'. Tijdens de Tien jaren zou de post van landvoogd een aantal malen van persoon wisselen. De bestuurder werd aangewezen door de koning, Filips II. Deze had het laatste woord over de grootschalige militaire strategie. Hij bepaalde waar de landvoogd met zijn leger actief was. Zo gebeurde het dat Farnese een aantal malen met een leger naar het Koninkrijk Frankrijk werd gestuurd om te vechten tegen de troepen van Hendrik IV van Frankrijk.
Inkomsten die de oorlogshandelingen van het Spaanse leger moesten bekostigen, werden op verschillende manieren opgebracht. De Spaansgezinde steden in de Nederlanden betaalden een belasting, ondanks de hoogte ervan, over het algemeen erg trouw. Voor andere inkomsten van de Spaanse schatkist zorgde de overzeese handel en het delven van edelmetalen in overzeese gebiedsdelen. Ten slotte betaalden geregeld legeraanvoerders het leger waar zij bevel over voerden uit hun eigen vermogen, ook de koning.

## Tien jaren

### Voorgeschiedenis

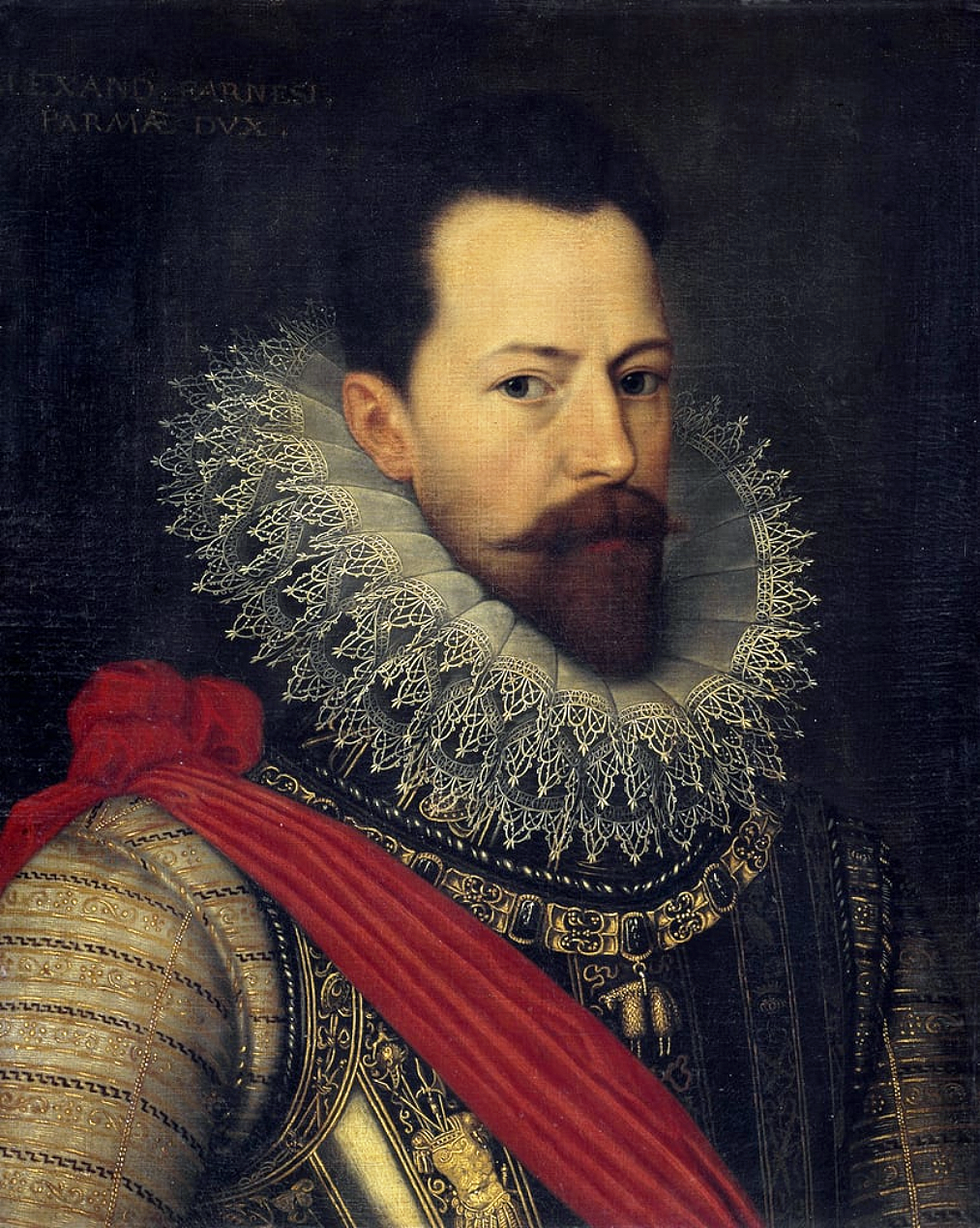
Alexander Farnese, hertog van Parma

Sinds de Slag bij Gembloers in 1578 had de Staatse partij de ene na de andere nederlaag tegen Spanje geleden en was steeds meer gebied kwijtgeraakt. In 1579 haakten de zuidelijke gewesten Artesië, Henegouwen en Rijsels-Vlaanderen, te midden van de toenemende verwarring met ondermijning van het katholieke geloof en schending der privilegiën, af van de noordelijk geworden Staten-Generaal met de Unie van Atrecht, en hadden Holland en Zeeland de grootste moeite om de overige gewesten te verenigen. De Spaanse generaal en landvoogd van de Spaanse Nederlanden, Alexander Farnese, begon intussen een offensief tegen de nog overgebleven opstandige gewesten (Parma's negen jaren). Na de Val van Antwerpen in 1585 waren de Zuidelijke Nederlanden opnieuw in Spaanse handen en rukte Farnese op naar het noorden. Na het fiasco met de broer van de Franse koning, Frans van Anjou die van de Staten-Generaal de soevereiniteit had aangeboden gekregen, werd gezocht naar een andere vorst om in de plaats van Filips de soevereiniteit over de Nederlanden aan te bieden, in ruil voor steun. Uiteindelijk was de Engelse koningin Elizabeth I daartoe bereid, in ruil voor zeggenschap. Zo stuurde zij haar vertrouweling Robert Dudley naar de Nederlanden die als gouverneur-generaal de leider van het land werd tezamen met 5000 soldaten. Zijn plannen om in Utrecht een centrale macht op te bouwen hadden weinig succes. Door zijn persoonlijk falen lukte het Johan van Oldenbarnevelt om Dudleys macht steeds meer uit te hollen. Op het laatst was zijn positie onhoudbaar geworden en vertrok hij weer naar Engeland, waarmee de Republiek helemaal zelfstandig werd.
De opstand leek ten onder te gaan, want het Spaanse leger had al bijna de gehele Nederlanden weer heroverd. In het jaar 1588 zou de Spaanse Armada echter verpletterend vernietigd worden in de Slag bij Grevelingen, waardoor het Spaanse leger sterk verzwakt werd, zodat de Republiek der Verenigde Nederlanden een nieuwe kans kreeg. Het doel van Spanje met deze tocht was om een inval te plegen in Engeland. Bij het plan dienden vele troepen die in de Nederlanden gelegerd waren, overgezet te worden naar Engeland. Het voornaamste aandeel van de Republiek bij deze slag was het blokkeren van de haven van Duinkerke, waardoor de Spaanse schepen deze haven niet konden bereiken.
In Frankrijk was het in 1588 zeer onrustig, doordat protestanten steeds meer invloed opeisten. Door de moord op Hendrik I van Guise ontstond er een oorlog in Frankrijk, waarbij Spaanse troepen en troepen van de paus, de katholieken te hulp schoten. Filips zond een bericht naar Farnese dat hij geen grote ondernemingen in de Nederlanden moest gaan uitvoeren en zich beschikbaar moest houden voor een tocht naar Frankrijk.
De Nederlanden waren van groot belang voor de Spanjaarden. Zij streefden namelijk wereldheerschappij na en met het in bezit hebben van de Nederlanden konden ze invloed uitoefenen op de landen in Noordwest-Europa. Daarnaast had de ligging invloed op de heerschappij van Spanje rond het Middellandse Zeegebied. Frankrijk kon zo weerhouden worden om een inval te wagen in Italië, omdat Spanje met de Nederlanden een gebied in handen had, waar vanuit zij snel een aanslag konden plegen op Parijs.

### Maurits van Nassau
De stadhouder en admiraal van Holland en Zeeland, Maurits van Nassau nam het initiatief om een tegenoffensief te beginnen tegen Farnese. Toen hij in 1588 promoveerde tot admiraal-generaal, kreeg hij nog meer macht binnen de Nederlanden. Hij verzamelde een veldleger en maakte samen met Willem Lodewijk plannen om vele steden die Farnese de jaren daarvoor allemaal had onderworpen, te heroveren. Vanaf 1590 werd hij ook stadhouder van Gelderland, Overijssel en Utrecht, na het overlijden van Adolf van Nieuwenaar.
De gebieden die de Staten-Generaal in 1588 onder hun hoede hadden, bestonden uit de huidige provincies Utrecht, Noord- en Zuid-Holland, Friesland en Zeeland (exclusief het grootste gedeelte van Zeeuws-Vlaanderen) met daarbij het westelijk gedeelte van Gelderland (de Veluwe en Betuwe), een gebied bij Bergen op Zoom en de Vlaamse stad Oostende. Op het neutrale prinsbisdom Luik na, was de rest van de Nederlanden in handen van de Spanjaarden. In 1589 werd besloten tot een meer aanvallende houding van de Republiek. Maurits was hier, samen met de stadhouder van Friesland, Willem Lodewijk, een groot voorstander van, wat blijkt uit zijn rede begin dat jaar in Den Haag. Daarin zei hij onder meer, dat hij wilde belegeren:
...alle plaatsen aan de rivieren, zoals Deventer en Zutphen aan de IJssel, Nijmegen aan de Waal, Grave, Venlo of Maastricht aan de Maas, of Groningen. Eerst de een, dan de ander... Zodra de riviersteden zijn veroverd, komen alle kleine landinwaarts gelegen plaatsen aan de beurt, die, omdat ze hun wortels en voedsel missen, vanzelf vergaan.
Vanwege de twijfels binnen de Staten-Generaal, werd niet direct een grote veldtocht opgezet.
De kaapvaart was ook een aandachtspunt voor Maurits, want daardoor verloor de Republiek elk jaar een grote hoeveelheid goederen. Een belangrijke Spaansgezinde stad aan de kust, waarvandaan veel kaapvaart plaatsvond op koopvaardijschepen die door Het Kanaal voeren, was Duinkerke. Deze stad lag echter te ver van de Republiek om aan te vallen. Een andere kaapvaarthaven was Delfzijl dat gericht was op schepen die naar of van de Oostzee voeren. Deze stad lag niet ver van de Republiek. Ondanks deze kaapvaart had de Republiek de overhand op de zeeën.

### 1589

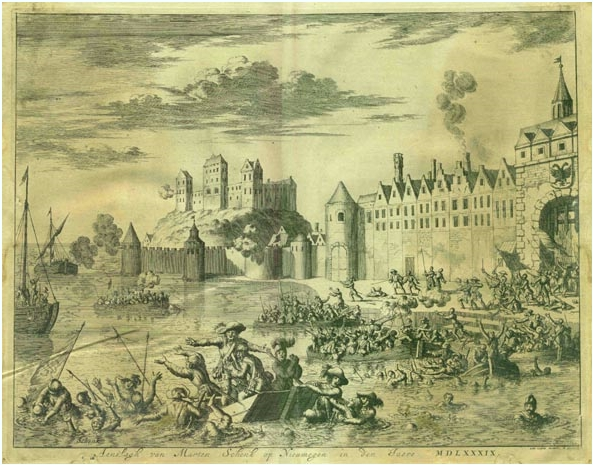
De mislukte aanval van Maarten Schenck op Nijmegen.

De Staatse vestigingen werden begin 1589 niet alleen bedreigd door Spaanse troepen, maar ook door muitende Staatse garnizoenen. In Geertruidenberg was een Engels garnizoen gelegerd dat zich steeds minder van raadpensionaris Johan van Oldenbarnevelt aantrok. Dit kwam mede, omdat de Republiek niet bereid was om de Engelse troepen het gevraagde loon te betalen. Daarom werd het Staatse leger naar Geertruidenberg gebracht om de stad te belegeren, maar dit beleg moest wegens slechte weersomstandigheden en de nadering van Farnese en zijn leger opgebroken worden. Vanaf 11 mei koos de Engelse commandant van Geertuidenberg, Sir John Wingfield, openlijk de kant van de Spaanse troepen, mede omdat zij de soldaten een volledig jaarloon uitbetaalden. De Staten-Generaal reageerden door de namen van de soldaten bekend te maken en mede te delen dat zij nooit voor een pardon in aanmerking zouden komen. Door de val van Geertruidenberg viel een voor de scheepvaart strategische stad in handen van de Spanjaarden. In andere steden waar muiterij plaatsvond, onder meer Willemstad en tijdens het beleg van Heusden, kon de orde hersteld worden door de Staten-Generaal. Farnese richtte zijn vizier op Holland (Dordrecht) en Zeeland (Sluis), maar kon met zijn troepen niet veel meer uitrichten, mede doordat hij ziek werd en in Spa moest herstellen.
De Betuwe werd bedreigd door een Spaans leger van circa 12000 manschappen onder leiding van Peter Ernst I van Mansfeld. De Staten-Generaal hadden in dit gebied maar 2100 man: 1500 onder leiding van Maurits, 600 onder leiding van zijn generaal sir Francis Vere. Onder meer Arnhem werd bedreigd, maar tot Spaanse belegeringen in de Betuwe kwam het dit jaar niet. Wel sloot de Spaanse legeraanvoerder Varabon in opdracht van Mansfeld met 15 000 man in september het nabij het Duitse Wesel strategisch gelegen vestingstadje Rijnberk in. Mede door voedseltekorten (al werd de voorraad tijdens het beleg nog wel eenmaal aangevuld door een gedurfde actie van Vere) viel de stad op 3 februari 1590 in handen van de Spanjaarden.
Terwijl de Betuwe werd bedreigd, liet Maurits van Nassau zijn aanvoerder Maarten Schenk van Nydeggen een aanval uitvoeren op de vestingstad Nijmegen. Schenk had eerder dat jaar al succesvol een Spaans konvooi overvallen nabij Wesel. Hij voer met een vloot van 30 schepen vanaf het aan de Rijn gelegen fort Schenkenschanz over de Waal naar Nijmegen. Hij werd echter verslagen door de Spaansgezinde troepen in de stad en verdronk in de Waal. In het noorden van het land werd de schans Zoutkamp belegerd door Willem Lodewijk van Nassau. Deze schans was van belang omdat hij bij de monding van het Reitdiep ligt, een belangrijke aanvoerrivier voor Groningen, dat in handen was van de Spanjaarden. Na een belegering van vijf dagen viel de schans in Staatse handen.
In Frankrijk kwam dat jaar koning Hendrik IV aan de macht, na de moord op koning Hendrik III van Frankrijk. Hij zette de strijd voort tegen Spanje, dat zich mengde in de Franse Hugenotenoorlogen. De Spaanse troepen moesten dus voorlopig op meer fronten strijden.

### 1590

De jaren 1590-1592

1590 begon met een grote overwinning voor Maurits. Hij omsingelde Breda, een stad die in principe onmogelijk in te nemen was door de Staatse troepen. Met hulp van een turfschipper werd een list bedacht, die lijkt op het paard van Troje. Met zijn schip (turfschepen werden zelden gecontroleerd door de Spanjaarden) werden Staatse soldaten binnen de stad gebracht. Zij overrompelden in de nacht van 3 maart de Spaanse soldaten, waarna Maurits de volgende dag de stad kon binnentrekken. Door de stad direct voldoende te bevoorraden kon een tegenaanval later dat jaar worden doorstaan.
Op 15 maart werd de staat van oorlog afgekondigd in de Nederlanden, maar tot grote belegeringen leidde dat niet direct. In de zomer wilde Maurits een aanval uitvoeren op de IJsselsteden Zutphen en Deventer. Hij had berekend dat hij om deze steden tot overgave te dwingen 10 000 soldaten nodig had. De Staten-Generaal hadden daar echter te weinig geld voor, en beschikten ook niet over voldoende pioniers. Bovendien was het van groot belang om Breda te behouden voor de Republiek en was de herfst al in aantocht. Maurits moest zijn plannen hierdoor uitstellen. Wel kreeg hij de steun van de Gelderse Staten.
Wel werd een andere vestingstad in de buurt van Breda veroverd, te weten Steenbergen. Andere plaatsen die in 1590 veroverd werden waren fort Crèvecoeur nabij 's-Hertogenbosch, Hedel en Oosterhout. Vervolgens trok Maurits met zijn leger naar Zeeland. Zoals gezegd verloor de Republiek Rijnberk aan de Spanjaarden. In Vlaanderen voerde de Engelse overste Edward Norris, in dienst van de Staten-Generaal, in februari een bestorming uit van het fort van Blankenberge en de stad zelf. De bestorming was succesvol en een groot deel van de stad werd platgebrand. Een maand later heroverde de Farnese Blankenberge en het fort.

### 1591
In 1591 was er wel geld beschikbaar voor een veldtocht, waardoor Maurits zijn plannen kon gaan uitvoeren, die hem voornamelijk door het oosten van het land zouden leiden. Vooraf was al bepaald dat Nijmegen in ieder geval een voornaam doel was om in te nemen. Eerst werd alleen de schans Knodsenburg aan de noordoever van de Waal belegerd en veroverd. Daarna ging Maurits per schip naar Zutphen, dat hij in korte tijd veroverde. Voor de schans van Zutphen werd wederom een list gebruikt, waarbij soldaten als opgejaagde boeren de versterking binnendrongen. Van daaraf trok Maurits noordwaarts. In eerste instantie was Coevorden het doel, maar gezien het snelle verloop van het beleg van Zutphen besloot de prins om ten minste naar de situatie bij Deventer te kijken, een stad die aanvankelijk te sterk werd geacht voor zijn leger. Toen hij echter begonnen was met de beschieting en een bres had geslagen in de stadsmuur stond Maurits sterk in het voordeel. Met behulp van een schip waarop een brugdeel gemonteerd was werd een poging gewaagd om de stad in te nemen. Deze aanval kon nog afgeslagen worden, maar de volgende ochtend was het garnizoen van de stad bereid tot overgave, die geaccepteerd werd.
Nu had Maurits de keus om naar Nijmegen of Groningen te trekken. Het werd uiteindelijk Groningen, maar doordat Francisco Verdugo Groningen op het laatste moment nog kon versterken, trok Maurits door naar Delfzijl, de belangrijkste doorvoerhaven van Groningen, maar ook een kapersnest. De stad gaf zich haast direct over, maar Farnese was ondertussen druk bezig een veldleger te vormen. Doordat garnizoenen in verschillende steden, waaronder die in Diest, Herentals en Leuven, muitten, moest hij troepen uit andere delen van het Spaanse gebied vrijmaken. Hij kreeg uiteindelijk een leger bij elkaar van 5000 mannen voetvolk en 2000 cavaleristen. Maurits voerde zijn troepen eerst naar Steenwijk, waar de eerste voorbereidingen voor een beleg werden getroffen. Ondertussen kreeg hij berichten dat Farnese de Waal over getrokken was en de schans Knodsenburg bij Nijmegen bedreigde. Het beleg bij Steenwijk werd opgebroken om de schans bij Nijmegen te verzekeren. Een paar gevechten volgden, waarop Farnese zich terugtrok naar de zuidoever van de Waal. Farnese gebruikte daarna het bevel van Filips II om met zijn troepen naar Frankrijk te trekken om te strijden tegen Hendrik IV als reden om een confrontatie met het Staatse leger te vermijden. Maurits marcheerde met zijn leger door naar Hulst, waardoor de Spanjaarden bang waren voor een aanval op Antwerpen. Zij lieten Antwerpen dan snel versterken, maar Hulst, dat de controle gaf over de Schelde, werd nu na een kort beleg door de Staatsen ingenomen. Maurits deed voorkomen dat hij met zijn leger de winterkwartieren ging betrekken, maar ondertussen maakte hij plannen voor een nieuwe belegering. Niet Geertruidenberg, waar de Spanjaarden op rekenden, maar Nijmegen kwam aan de beurt. Door het vertrek van Farnese naar Frankrijk, was deze vesting sterk verzwakt. Na een korte belegering, samen met de troepen van Willem Lodewijk, veroverde Maurits Nijmegen.

### 1592

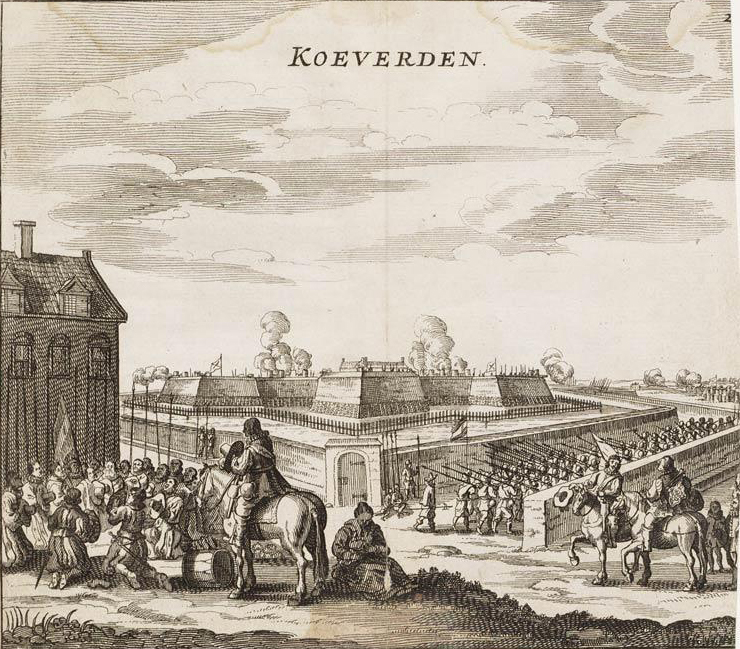
Coevorden ingenomen door Maurits (Johannes Janssonius)

Terwijl de Zeeuwen aandrongen op een aanval op Geertruidenberg of een veldtocht in Vlaanderen, kozen de Staten-Generaal samen met Maurits voor verdere afzondering van Groningen, door de belangrijkste aanvoerwegen over land te bezetten. Daarvoor dienden de steden Steenwijk en Coevorden ingenomen te worden. Maurits wilde Steenwijk snel veroveren, maar was uiteindelijk langer bezig dan verwacht. De stad was namelijk na het begonnen beleg van het jaar ervoor stevig versterkt door de Spanjaarden, waardoor de beschietingen met kanonnen te weinig schade aanbrachten. Na het graven van loopgraven en het veroveren van een bolwerk en een poort was de stad bereid tot onderhandelingen. Maurits eiste echter volledige overgave en die volgde op 5 juli.
Coevorden was het volgend doel en was nog beter versterkt dan Steenwijk. Een deel van het Staatse leger moest naar Holland worden gezonden om daar de steden te versterken, omdat Farnese bezig was om een leger op te bouwen in het zuiden van de Nederlanden. Rondom Coevorden werden diverse schansen opgeworpen, mede om een mogelijk ontzettingsleger te kunnen weerstaan. Deze schansen maakten deel uit van een circumvallatielinie, die nog maar zelden was gebouwd bij belegeringen. Een ontzettingsleger onder leiding van Verdugo kwam inderdaad naar Coevorden, maar Maurits kon de aanval afslaan. Vlak erna gaf Frederik van den Bergh de stad over aan de Staatse troepen, zodat Maurits nu Groningen van Twente had afgesloten.
Eerder dat jaar hadden de Staten-Generaal twintig vendels naar Frankrijk gestuurd om de Franse koning bij te staan tegen het offensief van Farnese. Enkele Duitse keurvorsten en de Engelse koningin Elizabeth I hadden eveneens troepen gestuurd. De hulp die het Staatse leger bood tijdens de gevechten, maakte indruk op buitenlandse bestuurders. Op 3 december overleed Alexander Farnese, vlak voordat de Spaanse graaf Pedro Henríquez de Acevedo, gezonden door Filips II, hem wilde ontslaan als landvoogd. Peter Ernst van Mansfeld werd door de Spaanse koning aangewezen als de nieuwe landvoogd over de Spaanse Nederlanden.

### 1593

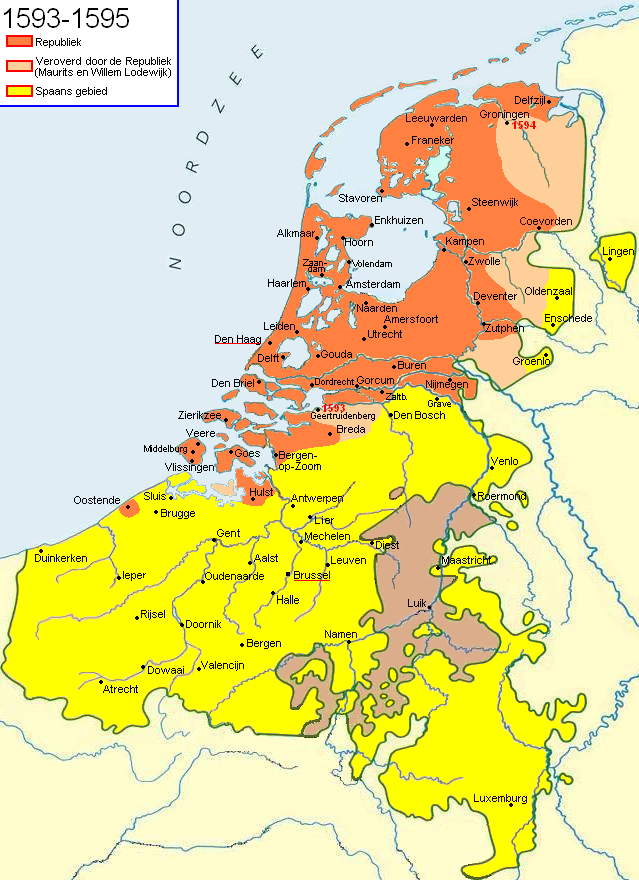
De jaren 1593-1595

De Friezen drongen na de successen van 1592 aan op een belegering van Groningen. Maurits werd echter ditmaal naar Geertruidenberg in Brabant gestuurd. Deze stad was in 1589 in Spaanse handen gekomen, nadat het Engelse garnizoen geld voor de stad had ontvangen. Om het Spaanse leger af te leiden, liet hij Filips van Nassau naar Luxemburg zenden met 3000 soldaten, met name cavalerie. Het plan lukte, want ook landvoogd Mansfeld trok met zijn leger naar Luxemburg. Maurits had nu voldoende tijd om de stad in te sluiten, op het land door schansen aan te leggen en op het water door een halve ring van oorlogsschepen. Bij het bouwen van de versterkingen werden beroepssoldaten ingezet, in plaats van de gebruikelijke waardgelders. Mansfeld kwam, nadat hij Luxemburg had veilig gesteld en Filips van Nassau was teruggeroepen naar de Republiek, met een ontzettingsleger naar Geertruidenberg. Hij waagde echter geen aanval omdat het Staatse leger zich al goed had verschanst. Na een beleg van drie maanden gaf de stad zich over. Omdat de schatkist leeg was kon Maurits dat jaar niet doorgaan naar Twente of Groningen. In november werd nog wel een poging gewaagd om Brugge aan te vallen. Maurits vertrok met 250 schepen vanuit Willemstad en landde tussen Sluis en Blankenberge. Onderweg kreeg hij te maken met veel tegenspoed en slechts een klein gedeelte van het leger bereikte de stad. De prins zelf werd ziek en ten slotte staakte hij de aanval op Brugge.
In het noorden was Willem Lodewijk ook in 1593 actief; hij nam Wedde, Winschoten en Slochteren in, alle ten oosten van Groningen gelegen. De verovering was mogelijk door een lange periode van droogte, waardoor het hoogveengebied, waarin deze plaatsen lagen, goed te doorkruisen was. Daarnaast omdat Mansfeld een order van Filips II niet had uitgevoerd. Filips II had Mansfeld geboden om zelf met zijn leger naar Groningen te trekken, maar Mansfeld stuurde slechts 1500 soldaten naar het noorden waar ze konden aansluiten bij de troepen van Verdugo. De enige weg die van Groningen naar Duitsland liep door de uitgestrekte hoogveenmoerassen, was nu in handen van de Staatsen. Om deze route te bewaken liet Willem Lodewijk op een zandheuvel de vesting Bourtange aanleggen. Na het verlies van Geertruidenberg stuurde Mansfeld nog eens ruim 3000 man onder leiding van Frederik van den Bergh naar Verdugo toe. Deze troepen namen onderweg Ootmarsum in.
De Spaanse legerleiding had, door slechte betaling van soldij, veel last van muitende troepen. Met name in Artesië en Henegouwen gaf dit problemen. Deze gebieden werden door de opstandige troepen bezet en gebrandschat. De muitende troepen waren zo gevreesd dat de legerleiding ze niet durfde aanpakken. Ze hield haar eigen troepen weg uit deze gebieden, om zo te voorkomen dat nog meer soldaten zouden gaan muiten. Om de opstandige soldaten weer bij het leger te betrekken, werden vaak hoge bedragen betaald. Dit leidde weer tot ongenoegen bij andere soldaten en soms tot nieuwe muiterij.

### 1594
Begin 1594 werden er plannen gemaakt om een beleg op te zetten bij 's-Hertogenbosch en Maastricht. Beide plannen lekten echter uit, zodat ze niet konden worden doorgezet. Maurits vertrok in de lente voor een beleg naar Groningen, waar hij zijn leger wilde samenvoegden met dat van Willem Lodewijk. De situatie bij Coevorden vereiste echter eerst aandacht, want de Spaanse stadhouder Verdugo probeerde nog steeds de stad te heroveren. Toen Maurits er met zijn leger naartoe ging, brak Verdugo het beleg op en ging een confrontatie uit de weg. De prins trok daarop naar Groningen, terwijl het geschut via Zwolle buitenom naar die stad werd gevaren. Half juli waren er in het leger van Maurits' problemen omdat er geen geld was om de soldaten die moesten graven om versterkingen aan te leggen hiervoor extra te betalen. Aan het begin van het beleg hoopte Groningen nog ontzet te zullen worden door troepen van de landvoogd, maar dat gebeurde niet. Na ruim een maand beleg was de stad bereid tot onderhandelingen, waarbij ze gunstige voorwaarden wist te bedingen. Met de verovering van Groningen was het verlies dat geleden was door overgang van Rennenberg in 1580 bijna volledig goed gemaakt. De stad werd samengevoegd met de Ommelanden om zo een nieuwe provincie te vormen. Tegen de zin van Friesland ging de Republiek nu verder onder de naam Republiek der Zeven Verenigde Nederlanden.
Halverwege het jaar vonden er vredesonderhandelingen plaats tussen de Staten-Generaal en de Spaanse landvoogd Ernst van Oostenrijk, die begin 1594 was aangesteld als vervanger van Mansfeld. De onderhandelingen mislukten, onder meer omdat de Staten geen godsdienstvrijheid voor de katholieken wilden toestaan. De Staten-Generaal wilden datzelfde jaar nog een aanval doen op Grol en diverse Twentse steden. De voorzichtige Maurits vond dat niet mogelijk, omdat Grol sterk werd verdedigd. Daarnaast raakte de oorlogskas weer leeg, waren veel soldaten ziek geworden tijdens de belegering van Groningen en werden de Franse troepen die deel uitmaakten van het Staatse leger teruggeroepen naar Frankrijk. Francisco Verdugo ten slotte, probeerde in het noorden van de Nederlanden steden te heroveren, waaronder Groningen, maar mislukte in zijn opzet, mede door grote desertie onder zijn troepen.

### 1595

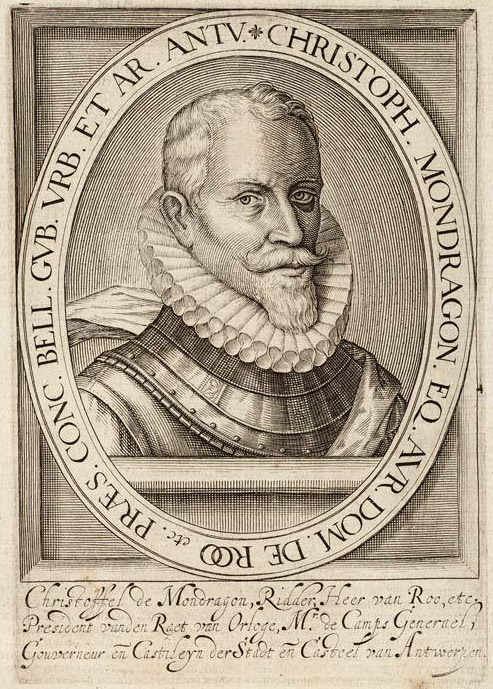
Cristóbal de Mondragón

Begin 1595 deden de Staten-Generaal een opmerkelijke zet. Ze lieten een veldleger, onder leiding van Charles de Héraugière een aanval uitvoeren op de rots van Hoei. Hierdoor ontstond een corridor tussen de Staatse Nederlanden en Frankrijk. Deze aanval slaagde op 7 februari, maar een groot Spaans leger heroverde de rots alweer op 20 maart. Bij de Staten-Generaal was er een grote verdeeldheid over de verdere verrichtingen op krijgsgebied. Bij debatten over de gelden die iedere provincie moest bijdragen, bleek dat de belangen van de provincies verschilden. Zo hadden de provincies Overijssel en Gelderland baat bij het belegeren van Twente en de graafschap Zutphen en had Zeeland baat bij een aanval op Vlaamse vestingen. Naast de verdeeldheid zorgden grote overstromingen ervoor dat de aandacht minder uit ging op nieuwe belegeringen. Bij de overstromingen stond de hele Betuwe onder water en het water van de Rijn overstroomde zelfs delen van Amersfoort, dat daardoor schade opliep. In het noorden kreeg de Republiek Emden door een opstand in de schoot geworpen, maar de provincie Holland stemde tegen een toevoeging van Oost-Friesland als achtste provincie. De Franse gezant Paul Choart de Buzenval sprak op 6 mei in een rede de woorden: "Toon tenminste dat U niet geheel in slaap bent gevallen", om zo de Spaanse legers op meerdere plaatsen te belasten. Door de woorden waren de verschillende provincies meer bereid om geld bij te dragen voor belegeringen. Na overleg met Maurits en de Raad van State werd besloten dat de steden in Spaanse handen boven de Rijn aangevallen en veroverd moesten worden.
Daarop maakte Maurits halverwege het jaar plannen voor een veldtocht tegen de laatste Spaansgezinde steden boven de Rijn, in het oosten. Grol was, evenals in 1594, wederom het hoofddoel, en daarnaast zouden Enschede, Oldenzaal en Ootmarsum veroverd moeten worden. Maurits en Willem Lodewijk trokken in juli naar Grol om de stad te belegeren. Een directe overgave werd geëist, maar deze eis werd niet ingewilligd. Ondertussen was Cristóbal de Mondragón met een ontzettingsleger op weg naar Grol. Nog voordat Mondragón bij Grol was gearriveerd, brak Maurits het beleg af, om zo een confrontatie met Mondragón te omzeilen. Hij moest zijn plannen wijzigen om zo een inval van Mondragón in de Nederlanden te verhinderen. Ruim een maand lagen beide legers tegenover elkaar, zonder veel actie te ondernemen, Mondragón in Wesel. Bij een uitval op 2 september liep een deel van de Staatse cavalerie, inclusief de aanvoerders Filips van Nassau en Ernst van Solms, in een hinderlaag, waar Filips, Ernst en 40 manschappen bij omkwamen. Maurits verbloemde deze hinderlaag echter voor de Staten-Generaal en bracht zijn leger, na een mislukte poging om Meurs in te nemen, in oktober naar de winterkwartieren, hetgeen dat Mondragón ook deed.
Op 15 oktober voerde Héraugière in het zuiden van de Nederlanden nog een militaire actie uit tegen Lier. Versterkingen uit Brussel en Mechelen konden de Staatse troepen echter verdrijven, waarbij Héraugière ook nog eens 500 man verloor.

### 1596
In 1596 overleden de Spaanse legeraanvoerders Mondragón en Verdugo. De nieuwe landvoogd over de Spaanse Nederlanden was Albertus van Oostenrijk. Hij had begin van het jaar Calais ingenomen en zijn volgende doel was Oostende. Om de val van deze stad te voorkomen, zorgde Maurits er persoonlijk voor dat de stad versterkt werd. Hierop trok Albertus verder noordwaarts, waarna Maurits zich met zijn leger verplaatste van Hulst naar Brabant. Hulst was nu verzwakt en Albertus omsingelde deze stad en nam het uiteindelijk op 18 augustus in. Een tegenaanval van het gezamenlijke leger van Maurits en Willem Lodewijk kon weinig uitrichten. De Staten-Generaal waren gepikeerd vanwege dit verlies, omdat Hulst grootschalig versterkt was en een strategische positie aan de Schelde had.
Eerder dat jaar had de Republiek samen met Engeland geprobeerd om de oorlog over te brengen naar Spanje. Ze hadden een gezamenlijke vloot naar Cádiz gestuurd, waar op 1 juli een inval werd gedaan. De stad werd leeggeroofd en vervolgens platgebrand. Het lukte echter niet om de oorlog te verplaatsen naar Spanje.
Eind 1596 kreeg de Republiek twee positieve impulsen. Ten eerste sloten de Republiek, Frankrijk en Engeland een Triple Alliantie (ook wel Greenwichcoalitie genoemd), en trokken voortaan samen ten strijde tegen Spanje. Daarnaast ging Spanje, voor de derde maal in zijn geschiedenis, bankroet, dat leidde tot muiterij. Van Oldenbarneveldt wilde nog direct dat jaar een veldtocht houden in het zuiden van de Nederlanden, maar Maurits vond de tijd in het jaar al te laat. Andere commandanten waren eveneens niet bereid om een veldtocht uit te voeren.

### 1597

Maurits' veldtocht van 1597.

Het jaar 1597 bracht Maurits veel goeds, waar het echter aanvankelijk wegens geldproblemen in het geheel niet naar uitzag. In het begin van het jaar werd bij Turnhout een groot Spaans leger verrast. Dankzij het gebruiken van nieuwe gevechtstechnieken, zoals het gebruiken van karabijnen door de cavalerie, en verwarring onder de Spaanse soldaten, kon het Staatse leger een groot deel van de Spanjaarden uitschakelen. Hierdoor was de kans op een aanval op Zeeland ook verkleind. De gewesten bleken niet bereid genoeg geld uit te trekken om het leger te financieren. Een nieuwe veldtocht was daarom niet mogelijk.
Maurits probeerde in het voorjaar nog wel om Venlo in te nemen. Dit wilde hij doen op eenzelfde manier zoals hij Breda had ingenomen in 1590. Tijdens de uitvoering van het plan ondervonden de Staatsen een aantal tegenslagen. De aanval kon daardoor door de Spaanse troepen, die hulp kregen van de bevolking, afgeslagen worden. Maurits moest zich vervolgens terugtrekken.
Diezelfde tijd besloot Frankrijk zijn troepen terug te trekken uit de Nederlanden, vanwege de strijd tegen de Spanjaarden in de Hugenotenoorlog. De Spaansgezinde stad Amiens werd belegerd door de Fransen. Albertus van Oostenrijk stond hierdoor voor de keuze om óf Amiens te ontzetten, óf de sterke posities in de Republiek te behouden. Hij koos voor een poging tot ontzet van Amiens, waardoor de Spaansgezinde steden in de Republiek op eigen kracht de komende periode door moesten zien te komen.
Doordat de Franse troepen terug waren geroepen, moest de Staatse partij meer soldaten in dienst nemen en onderhouden om het leger op hetzelfde peil te houden. Om dit te financieren waren de gewesten nu wel bereid meer bij te dragen en ze stelden ook geld beschikbaar voor een nieuwe veldtocht. Dezelfde zomer nog werd een veldtocht door de Staten-Generaal goedgekeurd. Die zou Maurits wederom door het oosten van de Nederlanden leiden, om zo de tuinen van de Republiek te sluiten. Na verovering van Rijnberk en Meurs, kwam Maurits wederom bij Grol. De stad werd omsingeld en er werden loopgraven naar de gracht aangelegd om het water af te tappen. Op 24 plaatsen werden galerijen tegen de stadsmuur aan gebouwd, waarna het garnizoen bereid was tot onderhandelen. Op 28 september gaf de stad zich over, mede omdat er geen ontzettingsleger op komst was.
Bredevoort was het volgende doel. Die stad was lastiger te belegeren, vanwege de moerassige omgeving, maar daardoor ook moeilijk te ontzetten. Tijdens het beleg werd gebruikgemaakt van kurkbruggen, een hulpmiddel dat nog zelden was toegepast. De strijd om de stad was zeer bloedig, maar de Staatse partij kon de tegenstander tot overgave dwingen op 9 oktober. Hierna volgden een plundering en een stadsbrand.
Vervolgens trok Maurits naar Twente. De berichten over Grol en Bredevoort hadden de steden daar al bereikt, waarna Enschede zich zonder slag of stoot overgaf. Ootmarsum bood eerst weerstand, maar na aankomst van het geschut, gaf de stad zich alsnog over. Oldenzaal hield het vier dagen uit, maar moest zich mede door het grote ondertal aan manschappen overgeven. Als laatste dat jaar werd Lingen op 12 november veroverd. Als gevolg van het trage transport van het geschut, dat via Waddenzee en Eems naar Lingen moest worden gebracht, en het verweer vanuit de stad, duurde deze belegering ruim twee weken.

## Na de Tien jaren
De opmars van Maurits eindigde in 1598. Dit kwam met name door veranderingen in het Spaanse leger. Het Spaanse leger had zich hervormd en had zich beter bewapend om in de verdediging te kunnen gaan. Daarnaast had het Spaanse leger opeens veel meer troepen tot zijn beschikking om in de Nederlanden te vechten. Dit kwam doordat Spanje met Frankrijk vrede had gesloten (Vrede van Vervins). De Spaanse koning Filips II tegen wie de oorlog was begonnen, kwam in september 1598 te overlijden. De Nederlanden waar Spanje de macht nog in handen van had, kwamen tijdelijk onder Oostenrijks bestuur, doordat Filips deze met de Akte van Afstand als bruidsschat schonk aan Albrecht van Oostenrijk, die trouwde met Filips dochter, Isabella van Spanje. Filips II overleed later dat jaar, waarna de Spaanse kroon overging naar zijn zoon, Filips III.
Een andere reden waarom de opmars in 1598 eindigde, was dat de Staten-Generaal de schulden die waren ontstaan door de veldtocht in 1597, wilden afbetalen. Ze besloten, tegen de zin in van Maurits en de Raad van State, om de grootte van een vendel te verkleinen en het aantal vendels te handhaven, waardoor de omvang van het leger aanzienlijk werd verkleind. Hierdoor had Maurits in zijn ogen een te klein leger om een nieuw offensief uit te voeren. De zomer ging zo zonder belegeringen voorbij, maar in het najaar trok de Spaanse legeraanvoerder Francesco de Mendoza met een leger van 25 000 soldaten, die voornamelijk al in Frankrijk gevochten hadden, op in het oosten. Hij veroverde tal van steden, waaronder Rijnberk (15 oktober) en Wesel. Maurits reageerde hierop door met een leger van 8000 soldaten naar het oosten te trekken, maar vermeed een directe confrontatie. Hij bezette wel de plaatsen Zevenaar, Huissen en Tolkamer en verschanste zich daarna in (de buurt van) Doesburg. Mendoza trok naar het noorden, waar hij 19 november Doetinchem veroverde. Door de tactische zetten van Maurits, waarbij hij positie nam bij strategische steden, werd Mendoza afgeschrikt en trok hij zich terug.

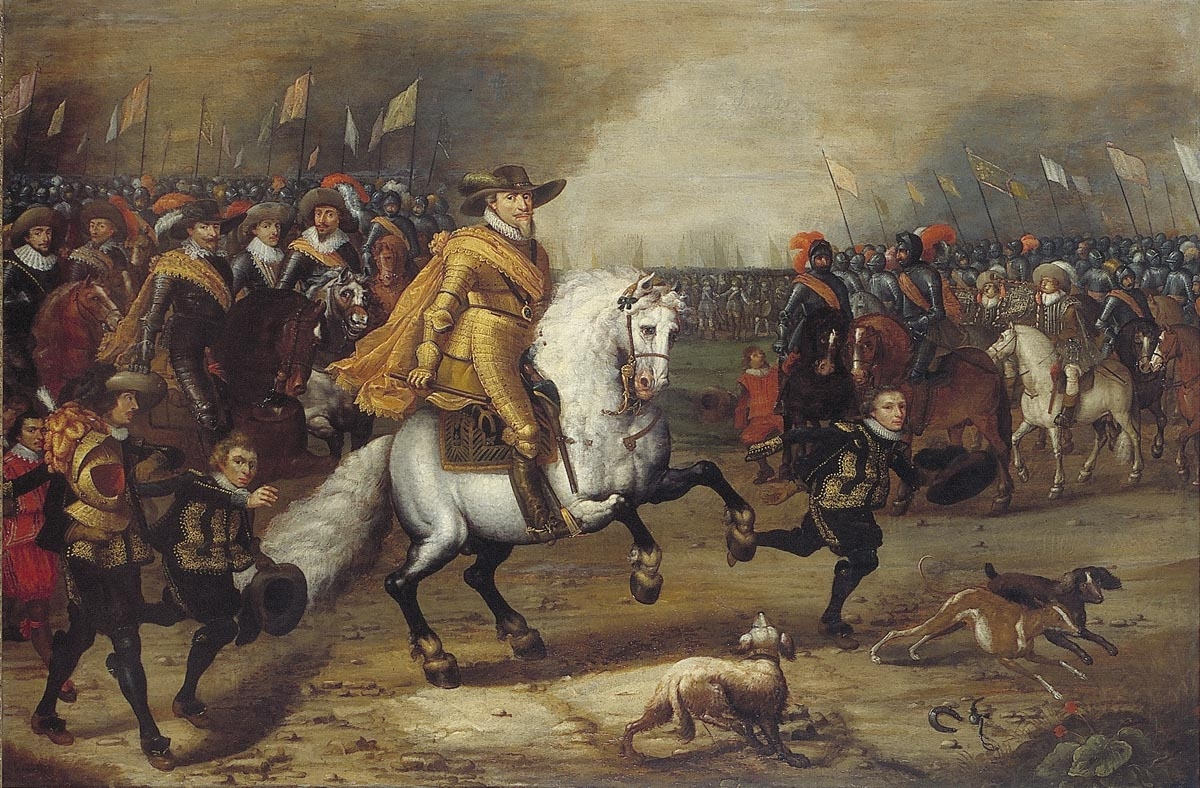
Maurits te paard tijdens de Slag bij Nieuwpoort

De volgende jaren streden de Staatsen en Spanjaarden nog vele malen, maar geen van beide partijen wist de overhand te krijgen. De bekendste slag waar Maurits aan deelgenomen had, de Slag bij Nieuwpoort, werd in 1600 door Maurits gewonnen, maar leverde geen terreinwinst op. In 1604 viel Oostende in Spaanse handen (Beleg van Oostende), zodat de laatste opstandige stad in het zuiden verloren ging. Beide partijen raakten uitgeput en er werden onderhandelingen opgestart om de strijd te staken. In 1609 kwamen de partijen het Twaalfjarig Bestand overeen.
De krijgstochten werden in het buitenland aandachtig gevolgd. Het Spaanse leger werd namelijk als sterkste ter wereld ervaren, maar Maurits had in een periode van tien jaar aanzienlijke gebieden veroverd ten opzichte van de Spanjaarden. Hij werd mede door deze successen door Duitse keurvorsten in 1597 gevraagd om aanvoerder te worden van hun leger dat streed tegen de Turken. Daarnaast wilden vele soldaten, met name uit Frankrijk, bij het leger van Maurits in de leerschool om gevechtstechnieken te leren.
Maurits ging na de succesvolle Tien jaren verder met het moderniseren van het leger. In 1599 bracht hij het stuk Ordre op de wapeninge uit, waarin hij allerlei dingen omtrent de opstellingen en andere tactieken van een leger omschreef. Daarnaast werden hierin ook zaken vastgesteld ten aanzien van uitbetaling van de troepen en inspectie van de wapens. Een langdurige succesvolle periode onder zijn commando zou echter niet meer volgen.